# Viry-Châtillon
Viry-Châtillon település Franciaországban, Essonne megyében. Lakosainak száma 31 112 fő (2022. január 1.). Viry-Châtillon Juvisy-sur-Orge, Grigny, Draveil, Fleury-Mérogis, Morsang-sur-Orge és Savigny-sur-Orge községekkel határos.

## Népesség
A település népessége az elmúlt években az alábbi módon változott:
| Lakosok száma | 31 132 | 30 831 | 30 962 | 31 093 | 30 706 | 30 865 | 31 098 | 31 045 | 31 112 |
|               | 2013   | 2015   | 2016   | 2017   | 2018   | 2019   | 2020   | 2021   | 2022   |